# Westwood, Iowa
Westwood är en ort i Henry County i Iowa. Vid 2020 års folkräkning hade Westwood 101 invånare.